# Als je haar maar goed zit!
Als je haar maar goed zit! was een Vlaams panelprogramma dat in 2004 op de VRT te zien was.  De presentatie was in handen van Dré Steemans.

## Concept
In elke aflevering probeert een panel van vier BV's in te schatten hoe Vlaanderen zijn bekende Vlamingen ziet.  In de eerste ronde wordt er naar de kwaliteiten van BV's gepeild aan de hand van vragen zoals "Door wie zou u nooit uw belastingsbrief laten invullen?" of "Wie zou de beste cafébaas zijn?". In de tweede ronde toont men een foto van een bekendheid aan de man in de straat en moeten de panelleden aan de hand van een beschrijving achterhalen over wie het gaat.  In de derde ronde gaat men op zoek naar de kwaliteiten en kleine kantjes van de panelleden zelf.

## Afleveringen
| Afl. | Uitzenddatum      | Panelleden         | Panelleden         | Panelleden      | Panelleden       |
| ---- | ----------------- | ------------------ | ------------------ | --------------- | ---------------- |
| 1    | 1 september 2004  | Geena Lisa         | Bo Coolsaet        | Marcel Vanthilt | Gilles Van Binst |
| 2    | 8 september 2004  | Geena Lisa         | Bo Coolsaet        | Marcel Vanthilt | Bob Peeters      |
| 3    | 15 september 2004 | Geena Lisa         | Sergio Quisquater  | Herr Seele      | Bob Peeters      |
| 4    | 22 september 2004 | Geena Lisa         | Katja Retsin       | Herr Seele      | Bob Peeters      |
| 5    | 29 september 2004 | Thomas Vanderveken | Martine Prenen     | Herr Seele      | Bob Peeters      |
| 6    | 6 oktober 2004    | Geena Lisa         | Kadèr Gürbüz       | Herr Seele      | Bob Peeters      |
| 7    | 13 oktober 2004   | Geena Lisa         | Martine Prenen     | Herr Seele      | Bob Peeters      |
| 8    | 20 oktober 2004   | Geena Lisa         | Thomas Vanderveken | Herr Seele      | Bob Peeters      |
| 9    | 27 oktober 2004   | Tom Coninx         | Sergio Quisquater  | Kadèr Gürbüz    | Marcel Vanthilt  |
| 10   | 3 november 2004   | Frank Deboosere    | Sergio Quisquater  | Kadèr Gürbüz    | Marcel Vanthilt  |
| 11   | 10 november 2004  | Geena Lisa         | Tom Coninx         | Herr Seele      | Marcel Vanthilt  |
| 12   | 17 november 2004  | Geena Lisa         | Sergio Quisquater  | Herr Seele      | Bob Peeters      |
| 13   | 24 november 2004  | Geena Lisa         | Sergio Quisquater  | Herr Seele      | Bob Peeters      |